# Єрковецька волость
Єрковецька волость — адміністративно-територіальна одиниця Переяславського повіту Полтавської губернії з центром у селі Єрківці.
Утворена до 1880 року під назвою Ковалинська. Наприкінці XIX століття волосне правлення перенесено до села Єрківці та назву волості змінено на Єрковецька.
Станом на 1885 рік складалася з 10 поселень, 36 сільських громад. Населення — 8228 осіб (4054 чоловічої статі та 4174 — жіночої), 1632 дворових господарства.
|                     | Площа, десятин | У тому числі орної, дес. |
| ------------------- | -------------- | ------------------------ |
| Сільських громад    | 9702           | 6738                     |
| Приватної власності | 4606           | 2756                     |
| Казенної власності  | 3845           | —                        |
| Іншої власності     | 6737           | 177                      |
| Загалом             | 24890          | 9671                     |

Основні поселення волості:
- Ковалин — колишнє державне та власницьке село при протоках з річки Іква за 18 верст від повітового міста, 1081 особа, 226 дворів, православна церква, земська станція, 3 постоялих будинки, лавка, 18 вітряних млинів.
- Гусинці — колишнє власницьке село при річці Дніпро, 416 осіб, 89 дворів, православна церква, школа, постоялий будинок, 6 водяних млинів.
- Дівички — колишнє державне та власницьке село, 654 особи, 133 двори, православна церква, постоялий будинок, 11 вітряних млинів.
- Єрківці — колишнє державне та власницьке село при протоках з річки Альта, 2396 осіб, 466 дворів, православна церква, земська станція, 3 постоялих будинки, 2 лавки, 54 вітряних млини.
- Кальне — колишнє державне та власницьке село при річці Дніпро, 347 осіб, 74 двори, православна церква, 4 водяних млини.
- Підсінне — колишнє державне та власницьке село при річці Дніпро, 624 особи, 128 дворів, православна церква, постоялий будинок, 3 водяних млини.
- Сошників — колишнє державне та власницьке село при урочищі Карані, 1150 осіб, 256 дворів, православна церква, 3 постоялих будинки, 3 лавки, 26 вітряних млинів.
- Яшники — колишнє державне та власницьке село при річці Дніпро, 696 осіб, 120 дворів, православна церква, 2 постоялих будинки, паровий і 4 водяних млини, маслобійний завод.

Старшинами волості були:
- 1900 року — відставний унтер-офіцер Юхим Іванович Колесник[2];
- 1903—1904 роках — козак Тимофій Павлович Салівон[3],[4],[5],[6];
- 1913 року — Михайло Антонович Заболотний[7];
- 1915—1916 роках — Володимир Степанович Кондратенко[8],[9].